# Werner Fenchel
Moritz Werner Fenchel (Berlim, 3 de maio de 1905 — 24 de janeiro de 1988) foi um matemático dinamarquês.